# لون الماء

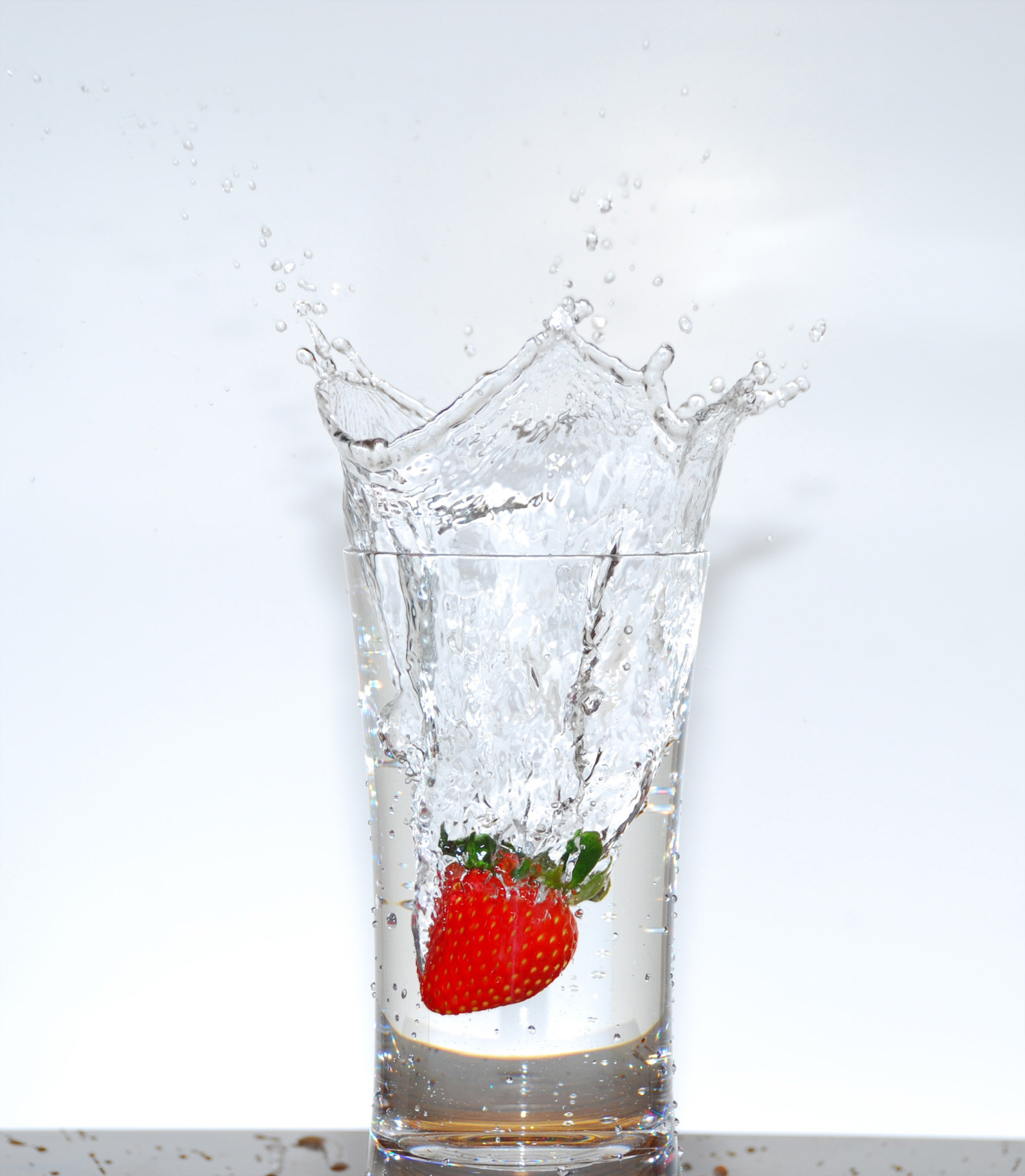
عندما يكون الماء بكميات صغيرة (مثلا في الكوب) فإن العين البشرية تراه عديما للون

يختلف لون الماء مع الظروف المحيطة التي تتواجد فيها هذه المياه. في حين أن كميات صغيرة نسبياً من الماء تبدو شفافة، إلا أن المياه النقية ذات لون أزرق طفيف وتزداد زرقتها مع زيادة سمك العينة المرصودة. إن اللون الأزرق للماء هو خاصية متأصلة وتنتج عن الامتصاص الكهرومغناطيسي للماء وتشتت الضوء الأبيض. وقد تعطي العناصر الذائبة أو الشوائب المعلقة لونًا مختلفًا للماء.

## اللون الداخلي

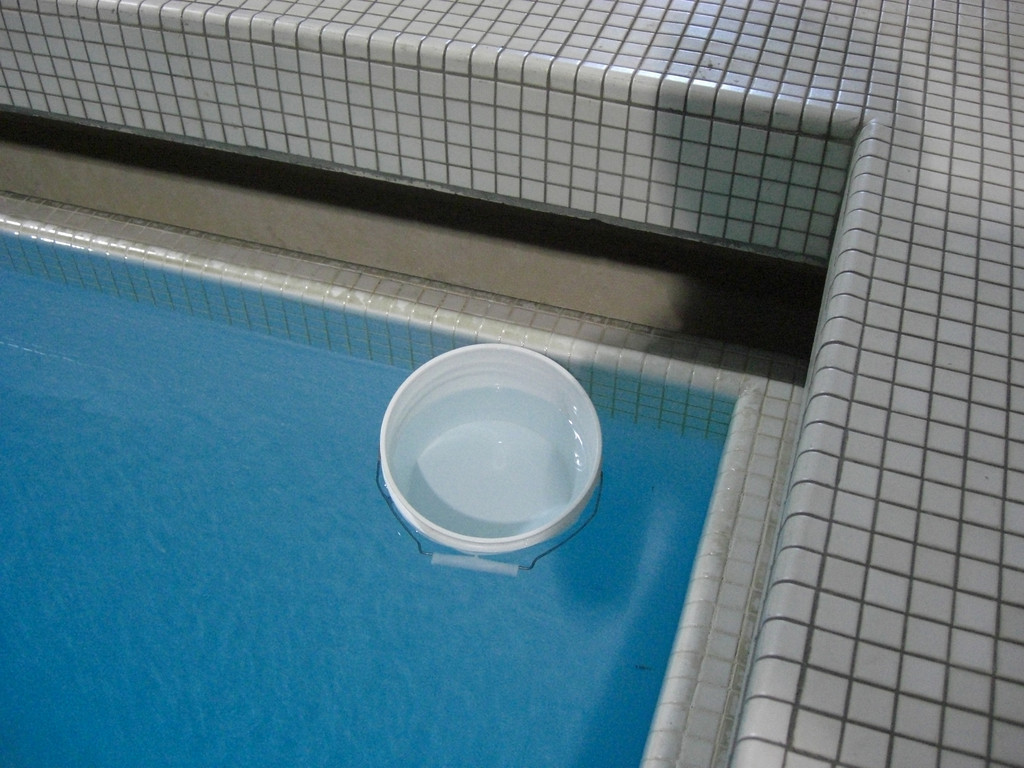
يبدو لون المسبح الداخلي أزرق من الأعلى ، حيث ينتقل الضوء المنعكس من أسفل المسبح إلى كمية كافية من الماء يمتص مكونه الأحمر. نفس الماء في دلو أصغر يبدو أزرق قليلاً، ومراقبة الماء من مسافة قريبة تجعله يبدو عديم اللون للعين البشرية.

يمكن رؤية اللون الداخلي للمياه السائلة بوضوح من خلال النظر إلى مصدر ضوء أبيض موجه خلال أنبوبة طويلة مملوءة بالماء النقي ومحكمة الإغلاق من الطرفين من قبل زجاجة شفافة. ينتج اللون الأزرق الفيروزي بسبب ضعف امتصاص الجزء الأحمر من الطيف المرئي.
عادة ما ينسب الامتصاص في الطيف المرئي إلى إثارة حالات الطاقة الإلكترونية في المادة. الماء هو جزيء بسيط مكون من ثلاثة ذرات، H2O ، وكل امتصاصاته الإلكترونية تحدث في الأشعة فوق البنفسجية من الطيف الكهرومغناطيسي، وبالتالي فهي غير مسؤولة عن لون الماء في المنطقة المرئية من الطيف. يحتوي جزيء الماء على ثلاثة أنماط أساسية من الموجات الاهتزازية. تحدث الاهتزازات الممتدة لروابط O-H في الحالة الغازية للمياه عند −1 سم v1 = 3650 وسم−1 3755 = v3 . يحدث الامتصاص الناتج عن هذه الاهتزازات في منطقة الأشعة تحت الحمراء للطيف. يرجع الامتصاص في الطيف المرئي بشكل أساسي إلى توافق v1 + 3v3 = 14,318 سم − 1، وهو ما يعادل موجة يبلغ طولها 698 نانومتر. في الحالة السائلة عند 20 درجة مئوية، تتحول هذه الاهتزازات إلى اللون الأحمر بسبب الترابط الهيدروجيني، مما يؤدي إلى امتصاص اللون أحمر عند 740 نانومتر، وتناغم التوافقيات الأخرى مثل v1 + v2 + 3v3 امتصاص أحمر عند 660 نانومتر. يكون منحنى الامتصاص للماء الثقيل (D2O) ذا شكل مشابه، ولكنه يتغير بشكل أكبر نحو نهاية الأشعة تحت الحمراء للطيف، لأن التحولات الاهتزازية لها طاقة أقل. لهذا السبب، لا تمتص المياه الثقيلة الضوء الأحمر، وبالتالي فإن الأجسام الكبيرة من D2O تفتقر إلى اللون الأزرق المميز للمياه الخفيفة الأكثر شيوعًا (1H2O).

تنخفض شدة الامتصاص بشكل ملحوظ مع كل تجاوز متتالي، مما يؤدي إلى امتصاص ضعيف للغاية للون الثالث. لهذا السبب، يجب أن يكون طول الأنبوب متر واحدًا أو أكثر ويجب تنقية الماء عن طريق الترشيح الدقيق لإزالة أي جزيئات يمكن أن تنتج تبعثر مي.

## لون البحيرات والمحيطات

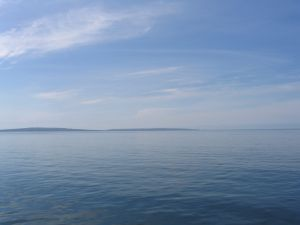
تظهر المسطحات المائية الكبيرة مثل المحيطات باللون الأزرق الكامن في المياه.

يرجع ظهور البحيرات والمحيطات باللون الأزرق لعدة أسباب. أولها هو أن سطح الماء يعكس لون السماء. بينما يسهم هذا الانعكاس في ظهور اللون الملحوظ، إلا أنه ليس السبب الوحيد.
ينعكس بعض الضوء الذي يضرب سطح المحيط وبينما يخترق معظمه سطح الماء، ويتفاعل مع جزيئاته. يمكن أن يهتز جزيء الماء في ثلاثة أوضاع مختلفة عندما يشع بالضوء. يتم امتصاص الأطوال الموجية للضوء الأحمر والبرتقالي والأصفر والأخضر، وبالتالي فإن الضوء المتبقي المرئي يتكون من الأزرق والأزرق البنفسجي. ويعد هذا السبب الرئيسي لظهور اللون الأزرق للمحيط.
يمكن لبعض مكونات مياه البحر التأثير على ظلال اللون الأزرق للمحيط. لهذا السبب يمكن أن يبدو المحيط أكثر اخضرارا أو زرقة في بعض المناطق المختلفة. تظهر المياه تطلى جوانب في أحواض السباحة (التي قد تحتوي مياهها أيضًا على مواد كيميائية مختلفة) بلون أبيض، على الرغم من ظهور لون أزرق فيروزي للقاع.
تظهر المياه النظيفة أو غير الملوثة باللون الأزرق في حمامات السباحة ذات البلاط الأبيض وكذلك في حمامات السباحة الداخلية حيث لا توجد سماء زرقاء تنعكس. كلما كان حمام السباحة أعمق، كان الماء أكثر زرقة.
يلعب التشتت من الجزيئات المعلقة أيضًا دورًا مهمًا في لون البحيرات والمحيطات. تمتص بضع عشرات من الأمتار من الماء جميع الضوء، لذلك من دون تناثر، ستظهر جميع المسطحات المائية سوداء. نظرًا لأن معظم البحيرات والمحيطات تحتوي على مواد حية معلقة وجزيئات معدنية، والمعروفة باسم المواد العضوية الملونة الذائبة (CDOM)، ينعكس الضوء من أعلى. عادة ما ينتج التشتت من الجزيئات المعلقة لونًا أبيض، كما هو الحال مع الثلج، ولكن نظرًا لأن الضوء يمر عبر عدة أمتار من السائل ذي اللون الأزرق، فإن الضوء المبعثر يظهر باللون الأزرق. في المياه النقية للغاية - كما هو موجود في البحيرات الجبلية، حيث ينقص التشتت من الجزيئات ذات اللون الأبيض - يساهم الانتثار من جزيئات الماء نفسها أيضًا باللون الأزرق.

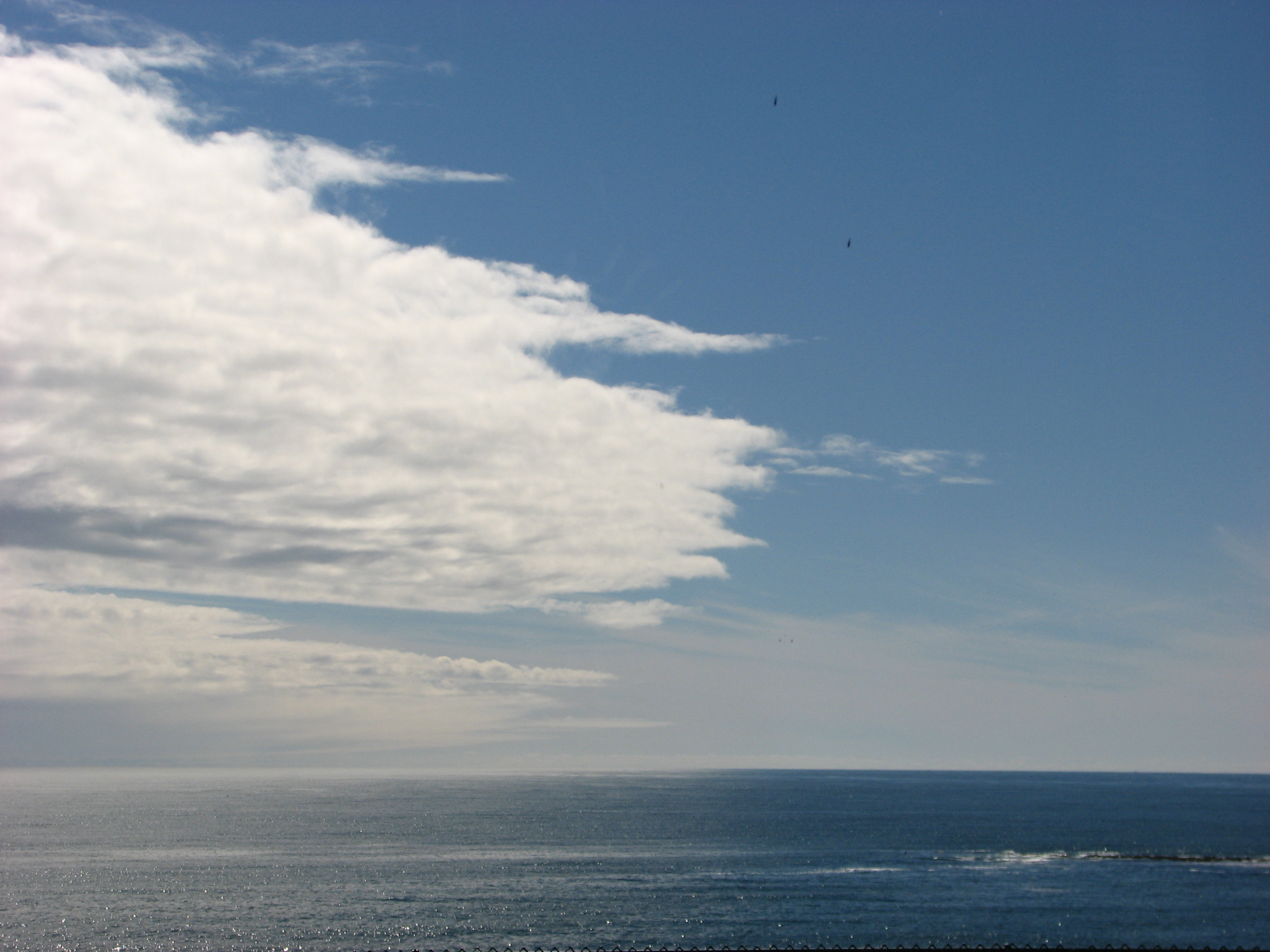
يساهم تدرج اللوني المعكوس للسماء في ظهور اللون الواضح للمياه.

هناك ظاهرة أخرى تحدث وهي تبعثر ريليه في الغلاف الجوي على طول خط رؤية المرء: عادة ما يكون خط الأفق على بعد من 4 إلى 5 كيلومترات ويكون الهواء (الذي يقع فوق مستوى سطح البحر عند وجود المحيط) هو الأكثر كثافة. ستضيف هذه الآلية صبغة زرقاء إلى أي جسم بعيد (وليس البحر فقط) لأن الضوء الأزرق سينتشر في خط البصر.
غالبًا ما تعكس أسطح البحار والبحيرات كوة زرقاء مما يجعلها تبدو أكثر زرقة. تعتمد المساهمة النسبية لضوء السماء المنعكس والضوء المتناثر من الأعماق بشدة على زاوية الملاحظة أو الرصد.

## لون الأنهار الجليدية
الأنهار الجليدية عبارة عن مسطحات كبيرة من الجليد والثلوج تكونت في العصور الجليدية من خلال عمليات تنطوي على انضغاط واندماج الثلوج المتساقطة. تظهر الأنهار الجليدية الثلجية بيضاء اللون من مسافة بعيدة، أما عن قرب، وعندما تكون مغطاة بضوء محيط مباشرة، تظهر الأنهار الجليدية عادة باللون الأزرق الغامق بسبب طول المسارات الطويلة للضوء المنعكس الداخلي.
تظهر كميات صغيرة نسبيًا من الجليد العادي بسبب وجود الكثير من فقاعات الهواء، وأيضًا لأن كميات صغيرة من الماء تبدو عديمة اللون. من ناحية أخرى، في الأنهار الجليدية، يتسبب الضغط في تكون فقاعات هوائية، حيث تكون محصورة في الثلوج المتراكمة، مما يزيد من كثافة الجليد المتكون.وبما أن الكميات الكبيرة من المياه تظهر باللون الأزرق، وبالتالي فإن قطعة كبيرة من الجليد المضغوط، أو النهر الجليدي، ستظهر أيضًا باللون الأزرق.

## لون عينات المياه

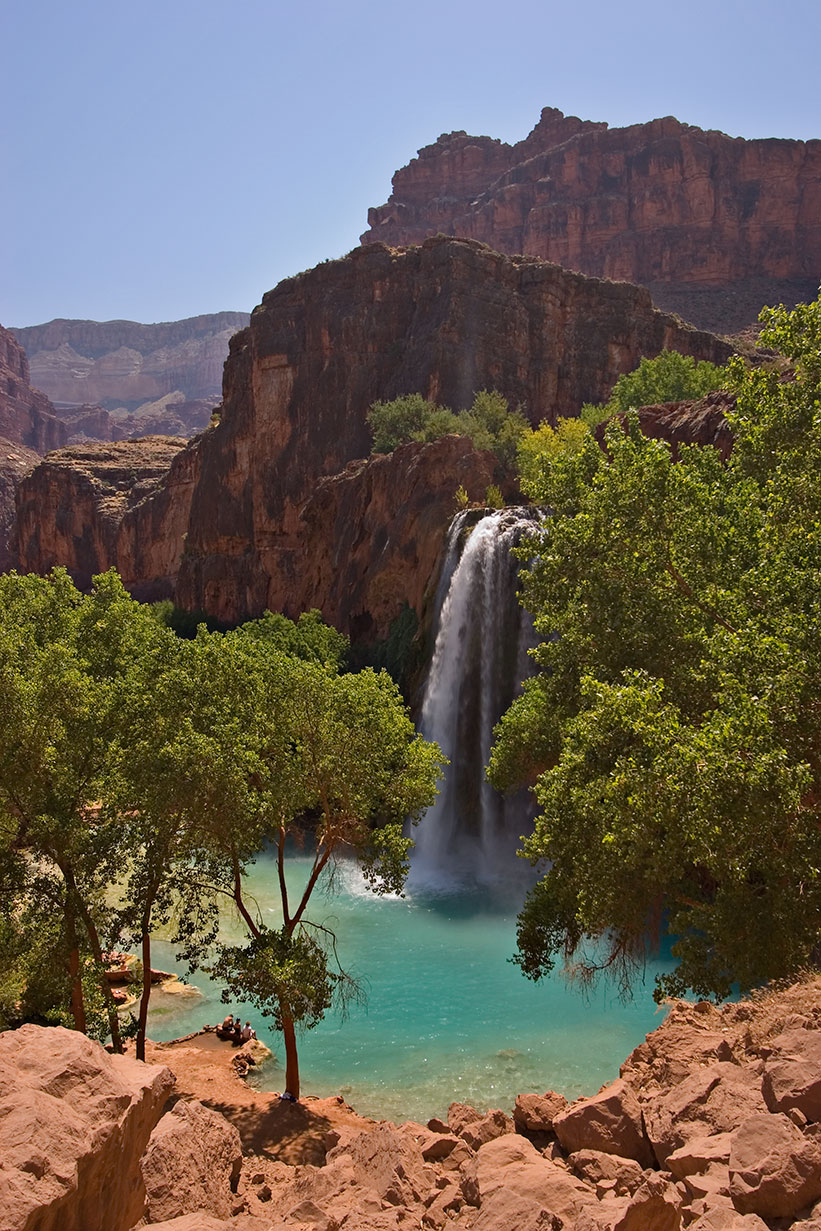
تركيزات عالية من الجير المذاب تعطي شلالات الهافاسو لون الفيروز.

يمكن أن تسبب المواد الذائبة والجزيئية في الماء تغير اللون. يقاس تغير اللون الطفيف بوحدات الهزن (HU). يمكن أن تكون الشوائب ذات ألوان عميقة أيضًا، على سبيل المثال يمكن للمركبات العضوية الذائبة التي تسمى نهر المياه السوداء إلى ظهور ألوان بنية داكنة، أو يمكن للطحالب الطافية في الماء (الجسيمات) نقل اللون الأخضر.
يمكن الإبلاغ عن لون عينة المياه على النحو التالي:
- اللون الظاهر هو لون عينة المياه بأكملها، ويتكون لونه من مكونات مذابة ومعلقة.
- يتم قياس اللون الحقيقي بعد تصفية عينة الماء لإزالة جميع المواد المعلقة.

يمكن أن يكون اختبار اللون اختبارًا سريعًا وسهلاً يعكس غالبًا كمية المواد العضوية في الماء، على الرغم من أن بعض المكونات غير العضوية مثل الحديد أو المنجنيز يمكنها أيضًا نقل اللون.
يمكن أن يكشف لون الماء عن الظروف الفيزيائية والكيميائية والبكتريولوجية. يمكن أن يشير اللون الأخضر في مياه الشرب إلى ترشح النحاس من أنابيب النحاس ويمكن أن يمثل أيضًا نمو الطحالب. بينما يشير اللون الأزرق أيضًا إلى النحاس، أو قد يكون ناتجًا عن سيفون للمنظفات الصناعية في خزان الكومودات، المعروف باسم الارتجاع الخلفي. يمكن أن يكون اللون الأحمر علامات صدأ من أنابيب حديدية أو بكتيريا محمولة بالهواء من البحيرات، إلخ. يمكن أن يشير الماء الأسود إلى نمو بكتيريا تعمل على تقليل الكبريت داخل خزان ماء ساخن معد لدرجة حرارة منخفضة للغاية. هذا عادة ما يكون له رائحة قوية من الكبريت أو البيض الفاسد (H2S) ويمكن تصحيحه بسهولة عن طريق تصريف سخان المياه وزيادة درجة الحرارة إلى 49 درجة مئوية (120 درجة فهرنهايت) أو أعلى. ستكون الرائحة دائمًا في أنابيب الماء الساخن إذا كانت البكتيريا التي تقلل الكبريتات هي السبب وليس في السباكة بالماء البارد. تعلم الطيف اللوني لدلالة شوائب الماء يمكن أن يجعل تحديد وحل المشاكل التجميلية والبكتريولوجية والكيميائية أسهل.

## جودة الماء واللون

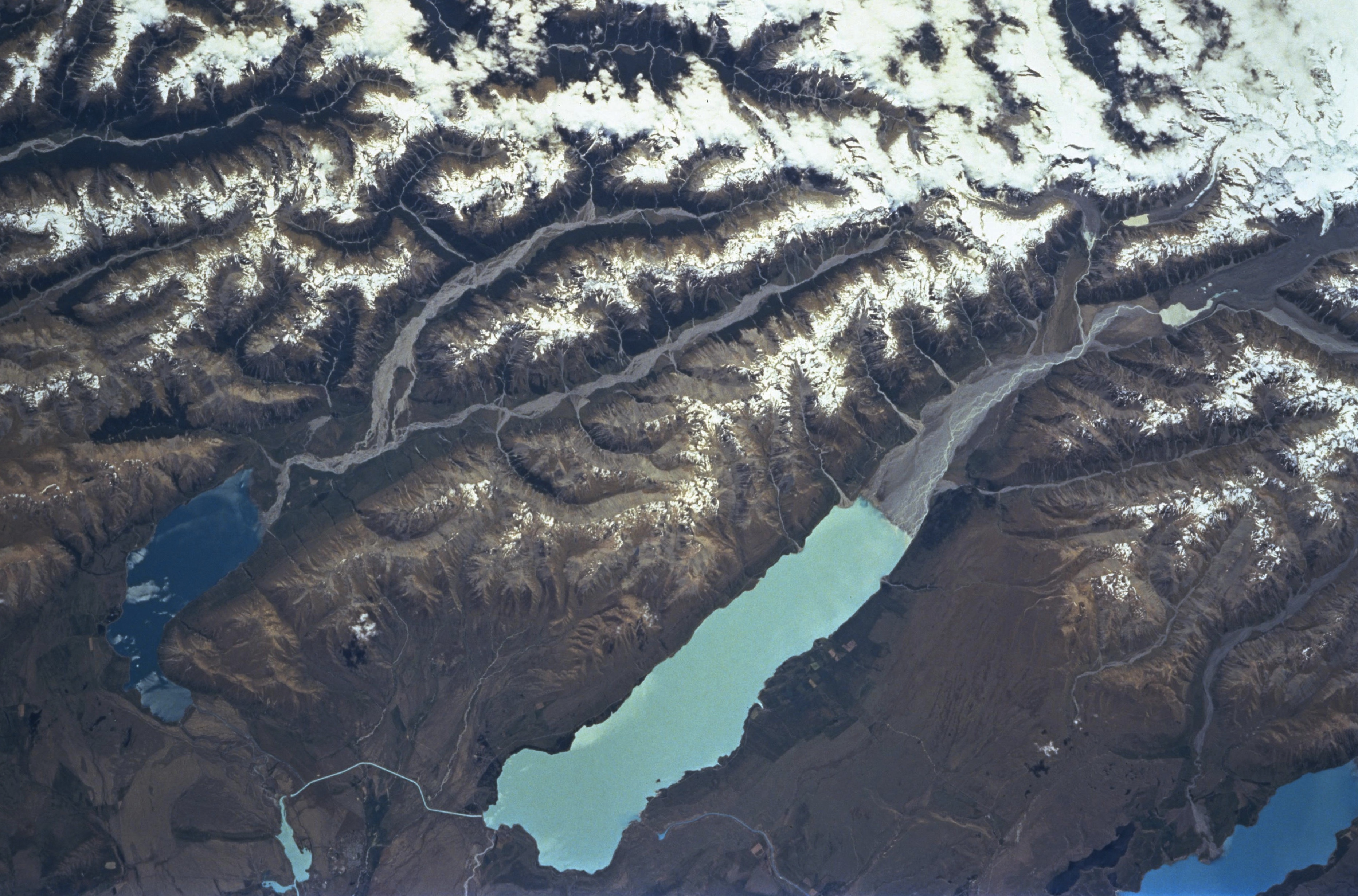
الطحين الصخري الجليدي يجعل بحيرة بوكاكي النيوزيلندية ذات لون فيروزي أفتح من بحيرات المجاورة لها.

وجود اللون في الماء لا يشير بالضرورة إلى أن الماء غير صالح للشرب. قد تكون المواد المسببة للون مثل، العفص مواد غير ضارة.
لا تتم إزالة اللون بواسطة مرشحات المياه النموذجية. ومع ذلك، يمكن للمرشحات الرملية البطيئة إزالة اللون، وقد ينجح استخدام التخثر أيضًا في محاصرة المركبات المسببة للون داخل المادة المترسبة الناتجة.
هناك عوامل أخرى يمكن أن تؤثر على اللون المرئي:
- يمكن للجسيمات والمواد المذابة امتصاص الضوء، كما في الشاي أو القهوة. الطحالب الخضراء في الأنهار والجداول كثيرا ما تضفي اللون الأزرق والأخضر. يحتوي البحر الأحمر على أزهار عرضية من طحالب التريكوديزميوم الحمراء.
- يمكن للجزيئات في الماء أن تبعثر أو تفرق الضوء. غالبًا ما يكون نهر كولورادو ذا لون أحمر موحل، بسبب الطمي المحمر المعلق في الماء. بعض البحيرات والأنهار الجبلية ذات الصخور الأرضية الدقيقة، مثل الدقيق الجليدي، من الفيروز. يلزم لظهور الضوء الأزرق تشتت الضوء بواسطة المادة المعلقة حتى يعود الضوء الناتج عن امتصاص الماء إلى السطح . يمكن أن يؤدي هذا التشتت أيضًا إلى تحويل طيف الفوتونات الناشئة إلى اللون الأخضر، وهو لون غالبًا ما يتم رؤيته عند ملاحظة المياه المحملة بجزيئات معلقة.

## أسماء الألوان

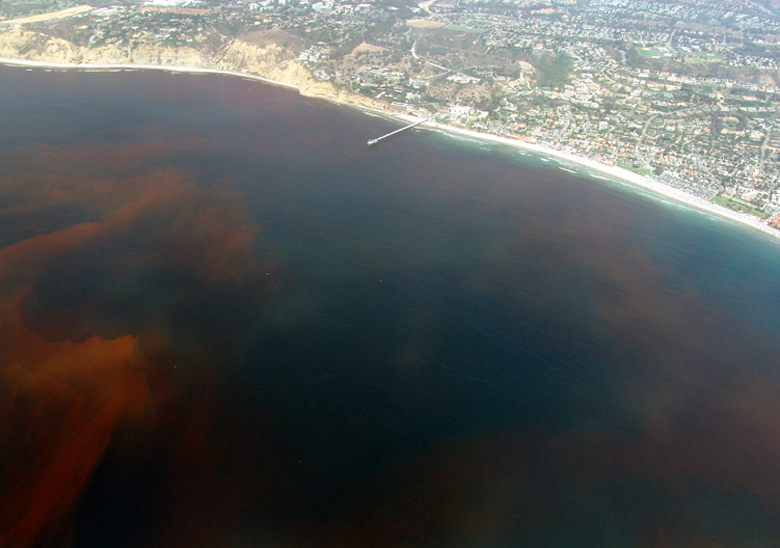
المد الأحمر قبالة ساحل كاليفورنيا

تقسم الثقافات المختلفة المجال الدلالي للألوان بشكل مختلف عن استخدام اللغة الإنجليزية والبعض الآخر لا يميز بين الأزرق والأخضر بنفس الطريقة. مثال على ذلك الويلزية حيث يمكن أن يعني glas الأزرق أو الأخضر.
أسماء الألوان الأخرى المسندة إلى المسطحات المائية هي اللون الأخضر البحري والأزرق الازوردي. أدت الألوان المحيطية غير العادية إلى ظهور مصطلحات المد الأحمر والتسرب النفطي.
يستخدم الشاعر اليوناني القديم هوميروس «البحر المظلمة بالنبيذ». بالإضافة إلى ذلك، يصف البحر أيضًا بأنه «رمادي». اقترح وليام إيوارت جلادستون أن هذا يرجع إلى أن اليونانيين القدمين قاموا بتصنيف الألوان بشكل أساسي من خلال اللمعان بدلاً من تدرج اللون، بينما يعتقد آخرون أن هوميروس كان مصابًا بعمى الألوان.